# Новожилов, Виктор Владимирович
Ви́ктор Влади́мирович Новожи́лов (5 июня 1950, Ленинград, СССР — 1991) — советский борец вольного стиля, чемпион мира, Европы и СССР, вице-чемпион Олимпийских игр 1976 года в Монреале, заслуженный мастер спорта СССР (1974).
Выступал в средней весовой категории (до 82 кг). Общество «Динамо» (Ленинград). До 1988 года был тренером динамовского клуба «Юный богатырь» в Ленинграде. Тренировал детей.

## Достижения

Могила Новожилова на Волковском православном кладбище Санкт-Петербурга.

- Серебряный призёр Олимпийских игр в Монреале (1976)
- Чемпион мира (1974)
- Чемпион Европы (1974)
- Чемпион СССР (1973, 1974, 1976)
- Бронзовый призер чемпионата Европы (1976).
- Обладатель (1977 - лично; 1973, 1975, 1977 - команда) и серебряный призер (1973, 1975 - лично) Кубков мира.
- Серебряный (1972, 1975) и бронзовый (1970) призер чемпионатов СССР.

Завершил спортивную карьеру в 1977.
До 1988 — тренер динамовского клуба «Юный богатырь» в Ленинграде.
Умер в 1991 году. Похоронен на Волковском православном кладбище в Санкт-Петербурге. 
В Санкт-Петербурге проводится ежегодный турнир по вольной борьбе, посвящённый памяти Виктора Новожилова.